# شیطان‌کش: فیلم کیمتسو نو یائیبا: قطار موگن
شیطان‌کش: فیلم کیمتسو نو یائیبا: قطار موگن (ژاپنی: 鬼滅の刃 無限列車編 هپبورن: Kimetsu no Yaiba: Mugen Ressha-Hen) یک فیلم سینمایی انیمه به کارگردانی هاروئو سوتوزاکی است که توسط استودیوی انیمیشن یوفوتیبل تهیه شده‌است. این فیلم بر اساس سری مانگا شیطان کش: کیمتسو نو یائیبا اثر کویوهارو گوتوئوگه از انتشارات شوئیشا به رشته تحریر درآمده است. قطار موگن مستقیماً دنبالهٔ مجموعه تلویزیونی انیمه می‌باشد و در تاریخ ۱۶ اکتبر ۲۰۲۰ در کشور ژاپن به نمایش درآمد. صداپیشگان اصلی نسخه‌های ژاپنی و انگلیسی نیز برای تکرار نقش‌های قبلی خود حضور دارند.
این فیلم با استقبال گسترده مخاطبان همراه بود با فروش معادل ۵۰۷ میلیون توانست پرفروش‌ترین فیلم ژاپنی جهان جایگاهی که پیشتر متعلق به شهر اشباح بود، پرفروش‌ترین فیلم سال ۲۰۲۰ و چهاردهمین فیلم پرفروش غیر انگلیسی شود. در فصل دوم هم این انیمه به صورت هفت قسمت خلاصه شده است و بعد از آن آرک منطقه سرگرمی آغاز می‌شود. 

## داستان
تانجیرو کامادو، زنیتسو آگاتسوما، اینوسکه هاشیبیرا و نزوکو کامادو از سپاه شیطان کش و کیوجورو رنگوکو، هاشیرای شعله را برای بررسی در مورد یک سری از اتفاقات مرموز دربارهٔ ناپدید شدن افراد در داخل قطاری ظاهراً دارای بی‌نهایت واگن همراهی می‌کنند. اما آن‌ها از این قضیه بی‌خبر هستند که اِنمو، آخرین ماه پایینی(lower moon1) در بین دوازده کیزوکی نیز سوار قطار است و تله‌ای برای آن‌ها آماده کرده است و...

## صداپیشگان
| شخصیت             | ژاپنی               | انگلیسی        |
| ----------------- | ------------------- | -------------- |
| تانجیرو کامادو    | ناتسوکی هانائه      | زک اگویلار     |
| نزوکو کامادو      | آکاری کیتو          | اَبی ترات       |
| زنیتسو آگاتسوما   | هیرو شیمونو         | الکس لی        |
| اینوسکه هاشیبیرا  | یوشیتسوگو ماتسوئوکا | برایس پاپن‌بروک |
| کیوجورو رنگوکو    | ساتوشی هینو         | مارک ویتن      |
| انمو              | دایسوکه هیراکاوا    | لاندن مک‌دونالد |
| آکازا             | آکیرا ایشیدا        | اعلام خواهد شد |
| روکا رنگوکو       | مگومی تویوگوچی      | سوزی یونگ      |
| شینجورو رنگوکو    | ریکیا کویاما        | ایماری ویلیامز |
| سنجورو رنگوکو     | جونیا انوکی         | اعلام خواهد شد |
| تانجورو کامادو    | شین ایچیرو میکی     | کرک تورنتون    |
| کیه کامادا        | هوکو کواشیما        | دوروثی فان     |
| گیو تومیوکا       | تاکاهیرو ساکورایی   | جانی یونگ بوش  |
| کاگایا اوبویاشیکی | توشی‌یوکی موریکاوا   | متیو مرسر      |